# Jürgen Zopp
Jürgen Zopp   (Tallinn i Comtat de Harju, 29 de març de 1988) és un tennista professional estonià.